# Word of Mouth (Mike + The Mechanics)
Word of mouth è il terzo album della band inglese Mike + The Mechanics pubblicato nel 1991.

## Il disco
Senza dubbio l'album non ebbe una promozione sufficiente, poiché nel periodo marzo-settembre 1991 Mike Rutherford fu impegnato nella registrazione di We Can't Dance, di conseguenza, non si tenne il tour che invece aveva favorito l'album precedente.

In questo disco c'è comunque da annotare l'esordio alla scrittura di Paul Carrack in "Get up", la titletrack, "A time and place", "Let's pretend it didn't happen", la velocità ritmica del brano "Everybody gets a second chance" che ricorda quella di "Two hearts" di Phil Collins e di "Jesus he knows me" dei Genesis, "The way you look at me", "My crime of passion" e l'atmosfera del brano "Stop baby".

## Tracce
1. Get up - 4:22 (M.Rutherford, P.Carrack)
2. Word of mouth - 3:56 (M.Rutherford, C.Neil)
3. A time and place - 4:50(M.Rutherford, B.A.Robertson)
4. Yesterday,Today,Tomorrow - 4:37 (M.Rutherford, B.A.Robertson)
5. The way you look at me - 5:08 (M.Rutherford, P.Carrack)
6. Everybody gets a second chance - 3:57 (M.Rutherford, B.A.Robertson)
7. Stop baby - 3:53 (M.Rutherford, C.Neil)
8. My crime of passion - 4:55 (M.Rutherford, P.Carrack, A.Lee)
9. Let's pretend it didn't happen - 5:34 (M.Rutherford, B.A.Robertson)
10. Before (the next heartache falls) - 6:37 (M.Rutherford, P.Carrack)

## Formazione

### Mike + The Mechanics
- Paul Young, voce, basso elettrico;
- Mike Rutherford, basso, chitarra, voce
- Adrian Lee, tastiere;
- Paul Carrack, tastiere;
- Peter Van Hooke, batteria.

### Altri musicisti
- Tim Renwick, chitarra
- Steve Piggot, Ian Wherry, tastiere
- Phil Todd, sassofono
- Martin Ditcham, percussioni
- Pino Palladino, basso
- Coro gospel London Community nel brano 10
- Audio della Kitson Hall nel brano 2.

## Produzione
- Christopher Neil, Mike Rutherford per i brani 2,4,6,7.
- Christopher Neil, Mike Rutherford, Russ Titelman per i brani 1,3,5,8,9,10.